# Learjet
A Learjet egy amerikai repülőgépgyár, amely polgári és katonai célokra gyárt sugárhajtású üzleti magánrepülőgépeket. Elődje az SAAC (Swiss American Aviation Corp. magyarul: Svájci Amerikai Légiforgalmi vállalat), melyet 1962-ben költöztette át William "Bill" Powell Lear Svájcból a kansasi Wichita-ba, és megalakította a Lear Jet vállalatot. 1990. június 29-i felvásárlása óta a kanadai Bombardier cégcsoport része, a neve jelenleg Bombardier Learjet.

## Története
Az 1950-es évek elején merült fel az igény az üzleti magángépek iránt. Bill Lear feleslegessé vált Lockheed Lodestarok átalakításával szerzett nevet magának és cégének a Learstarnak ebben az időszakban. Azonban a légcsavaros meghajtás nem tette lehetővé a nagy sebességű utazást. Az olcsóbb gázturbinás sugárhajtóművek megjelenésével, ezekben az években sorra jelentek meg a sugárhajtóműves üzleti magángépek, melyek magasabban és gyorsabban repültek a korábbi modelleknél. Lear azonban egy másfajta a kialakításon gondolkodott, egy kisebb, könnyebb gépet tervezett. A szempontja az volt hogy minimalizálja a méretet és a tömeget, azért hogy maximalizálja a sebességet. Egy katonai vadászrepülőgépekhez hasonló teljesítményű gép volt a célja. A súlyát 5670 kg (12 500 font) alatt tartotta, így a gép a Szövetségi Légügyi Hatóság (FAA) szabályzata szerint könnyű gépnek számított ezáltal csökkentette a költségeit is. A további költségcsökkentés céljából a gyártást Európába helyezte, és megalapította az SAAC-t (Svájci Amerikai Légiforgalmi vállalat) Altenrheinben, Svájcban.
1955-ben a svájci Flug–und Fahrzeugwerke AG (FFA, magyarul: Repülő és Járműgyár) elkészült P–16-os vadászgépének prototípusával. A gépet rövidtávú fel és leszállásra tervezték, és szerkezetileg leginkább a modern A–10-es repülőgépre hasonlított. Szárnyprofilja vékony volt, ezért a szárnyban nem fért el üzemanyagtartály. Emiatt volt szükség a szárnyvégre helyezett póttartályokra, ami meghatározta a gép formáját. A hidraulikus rendszer hibája miatt az elő prototípus lezuhant, ami után a svájci kormány törölte a megrendelést a gépre. Bill Lear azonban felfigyelt a vékony szárnyakra és jó repülési tulajdonságaikra. Megbízta Dr. Hans Studert, az FFA tervező mérnökét hogy tervezzen egy üzleti magángépet, a P–16 szárnyaival. Az új ikermotoros repülőgép az SAAC–23 típusnevet kapta, és két General Electric J85 gázturbinás sugárhajtóművel szerelték fel. A végső finomításokat a terven Gordon Israel végezte el, aki korábban is dolgozott a Learstarnak. Neki köszönhető a gép hosszúkás orra, és az elegáns vékony formatervezés.
Lear eredeti tervei szerint az SAAC–23-at az FFA szerelte volna össze szerkezetkészre Svájcban, majd a végszerelés és kiszállítás az Egyesült Államokban történt volna. Azonban a szállítás nehézségei miatt, áthelyezte a céget az amerikai Kansas-be, a gyártósorral együtt, és átnevezte a gépet Learjet 23-ra, melynek első felszállására 1963. október 7-én került sor.

### Gates Aerospace
1967-ben, az előző évi kisebb gazdasági válság miatt, Lear eladta cégét a denveri Gates Rubber családi tulajdonú vállalatnak. A céget ekkor átnevezték Gates Learjet-re. 1987-ben egy New York-i befektetési vállalat tett ajánlatot a megvásárlására, azonban hamarosan csődöt jelentett, így a Learjet jövője bizonytalanná vált.

### Bombardier Aerospace
1990. június 29-én a kanadai Bombardier Aerospace megvásárolta a Learjet-et. Korábban megvásárolták a Canadair-t is, a Challenger üzleti magánrepülőgépek gyártóját. A Learjettel így létrehozhatták a legnagyobb üzleti magánrepülőgép családot.
A Learjet 60-as típussal élesztették újra 1990 végére a gyártást, melyet a továbbfejlesztett Learjet 31 és 31A modellek követtek.
2017. június 2-án átadták a 3000. Learjet magánrepülőgépet, ami egyben a 100. Learjet 75-ös típus volt.

## Rekordok
- 1966-ban Hank Beaird, John Lear és Rick King egy Learjet 24-es géppel 18 légirekordot állított fel, miközben 50 óra és 18 perc alatt megkerülték a Földet.
- 1968-ban egy Learjet 25-ös rekord emelkedési sebességet állított fel. 6 perc 19 másodperc alatt emelkedett 40 000 láb (12 192 m) magasra.
- 1976-ban az ismert golfozó Arnold Palmer valamint James Bir és Bill Purkey pilóták, újabb föld körüli repülési rekordot állítottak fel egy Learjet 36-os géppel, 48 óra és 48 perces idővel.
- 1976 februárjában az asztronauta Neil Armstrong és a Learjet berepülőpilótája Pete Reynolds, 5 újabb rekordot állított fel, beleértve a nagy sebességű nagy magasságra történő emelkedést is, Learjet 28-as gépükkel.
- 1981 márciusában egy Learjet 55-ös rekord idő alatt repült 12 óra 37 perc alatt Los Angelesből Párizsba, mindössze egy üzemanyag vételezési megállással.

## Érdekességek
- A Top Gun című film repülési jeleneteiben, az F–14 Tomcat vadászrepülőgépeket egy Learjetre rögzített kamerával forgatták.
- Egy út erejéig egy Learjet használta az Air Force One hívójelet, Lyndon B. Johnson amerikai elnök egyik dél-amerikai útja alatt.

## Gyártmányai
Learjet 23
Learjet 24/D/E/F
Learjet 25/B/C/D
Learjet 28/29
Az első típus szárnyvégi wingletekkel.
Learjet 31/A
Learjet 35/36
Műszaki adatok (Learjet 35/36)

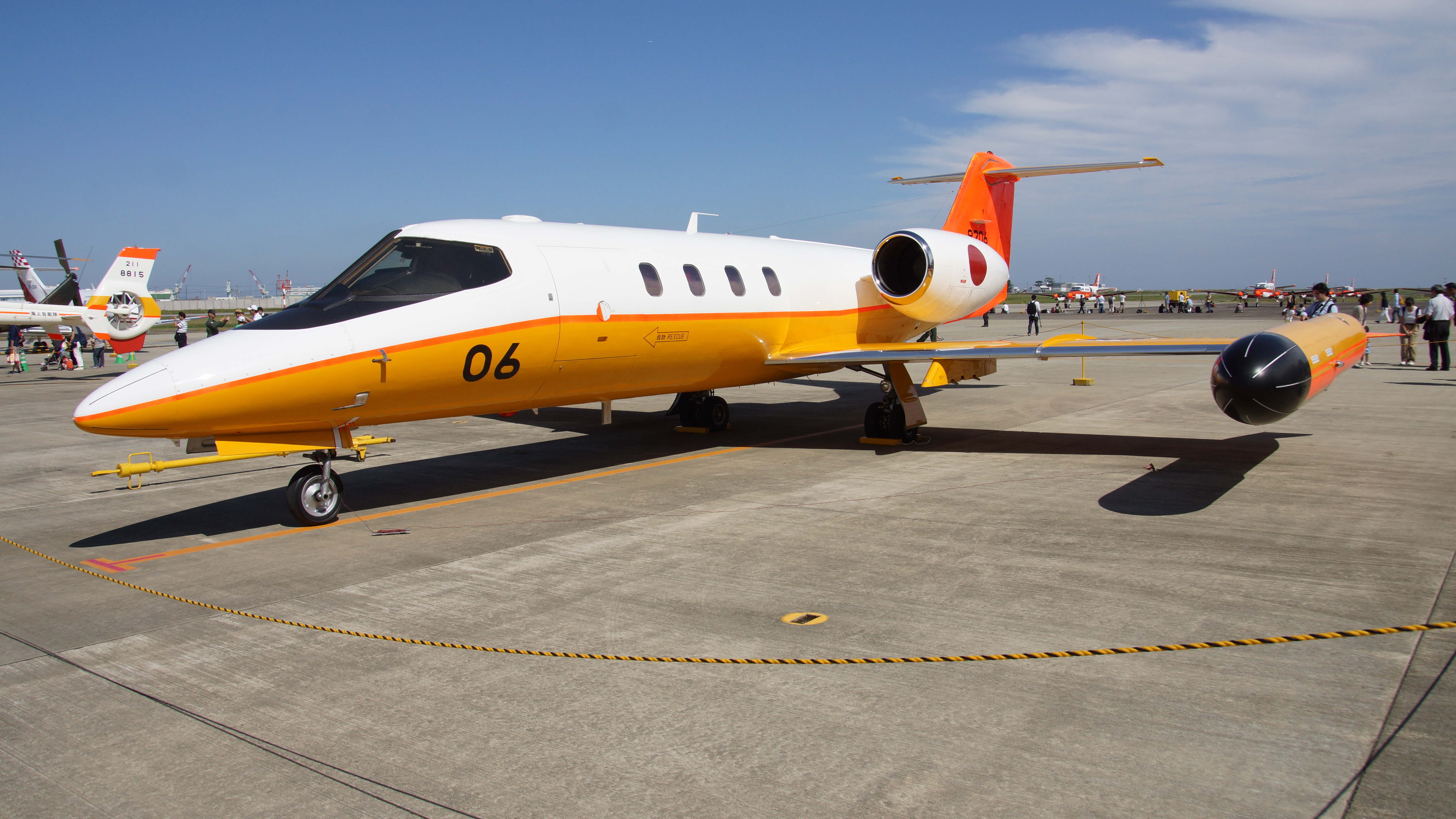
A Japán Tengerészeti Véderő U–36A repülőgépe

- Kategória: nagy hatótávolságú üzleti utasszállító
- Hajtómű: 2db Garrett TFE-731-2-2B turbofan hajtómű, egyenként 15,58 kN tolóerővel
- Maximális sebesség: 850 km/h (12 495 m-en)
- Utazósebesség: 775 km/h
- Szolgálati csúcsmagasság: 13 715 m (a maximális repülési magasság 15 km felett van)
- Hatósugár: 5015 km négy utassal és üzemanyag tartalékkal
- Tömeg:

üres tömeg: 4152 kg
max. felszálló tömeg: 8500 kg
- Személyzet: 2 pilóta
- Hasznos teher: 8 utas és 480 kg poggyász

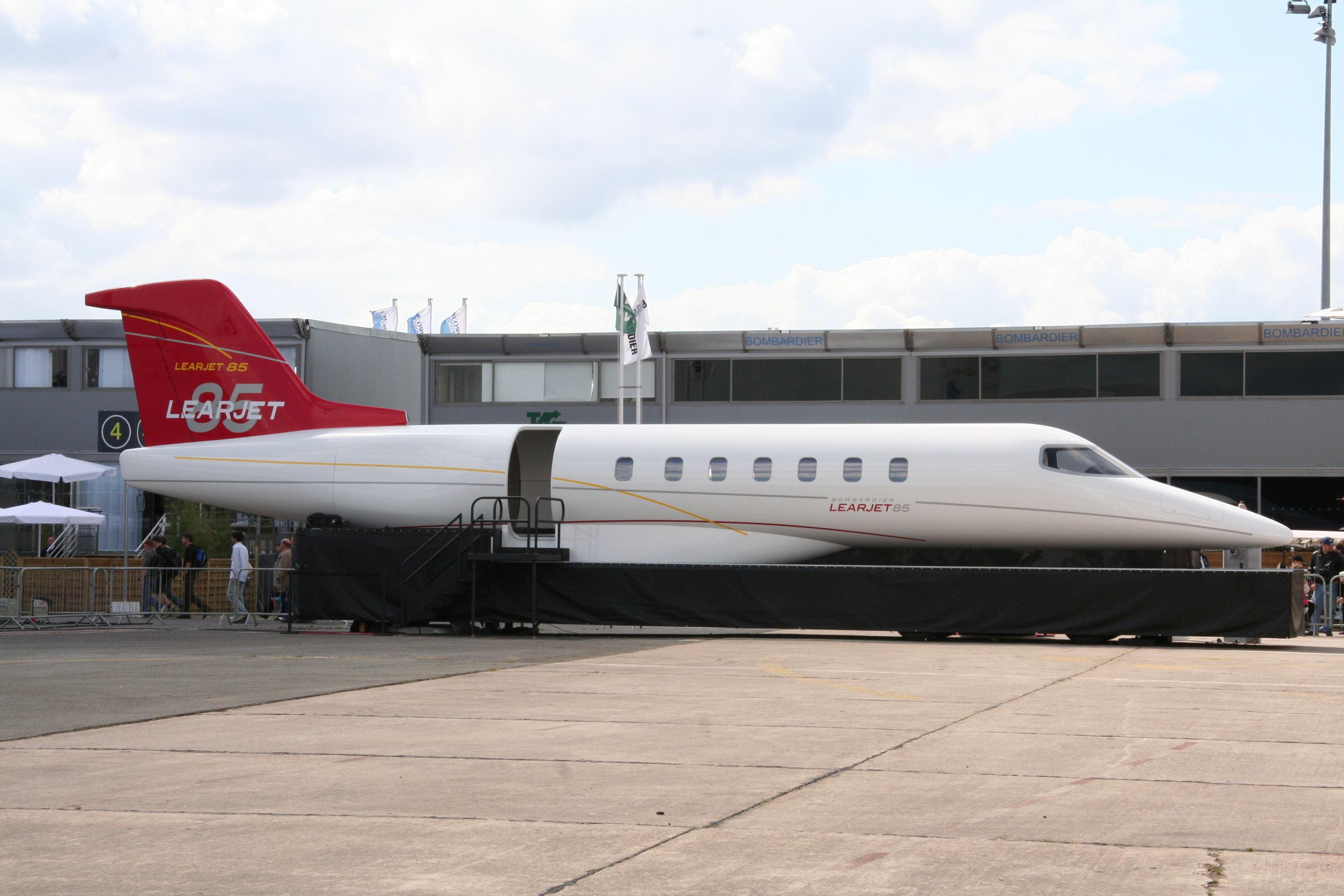
Learjet 85 makett a 2009-es Párizsi légibemutatón

- Méretek:

fesztáv: 12,04 m
hossz: 14,83 m
magasság: 3,73 m
szárnyfelület: 23,53 m²
Learjet 40/XR
Learjet 45/XR
Az első teljesen számítógéppel tervezett üzleti magángép.
Learjet 55/B/C/ER/LR
Learjet 60/XR
Learjet 70/75
Learjet 85
Nem épült meg teljesen, törölték. Helyette a Global 7000-es sorozatot fejlesztette a Bombardier.